# 김남진
김남진(金男眞, 1976년 8월 1일 ~ )은 대한민국의 前 배우이다.

## 주요 이력
1996년 패션 모델로 첫 데뷔를 하였으며, 2003년 부터 연기 활동을 하기 시작했다.
그러나 2013년 이후로는 활동이 없으며, 현재는 사실상 연예계에서 은퇴한 상태이다.

## 학력
- 제주중앙국민학교 (졸업)
- 서귀포중학교 (졸업)
- 서귀포고등학교 (졸업)
- 천안대학교 (피아노학 / 학사)

## 연기 활동

### 드라마
- 1997년 MBC 일일시트콤 《남자 셋 여자 셋》
- 2003년 SBS 주말 특별기획 《천년지애》 ... 김유석 / 후지와라 타쓰지 역
- 2003년 MBC 베스트극장 《100.4MHz》 ... 진수완 역
- 2003년 MBC 베스트극장 《지독한 사랑을 꿈꾸는 당신에게》 ... 한지훈 역
- 2003년 MBC 주말드라마 《회전목마》 ... 강우섭 역
- 2004년 MBC 수목드라마 《황태자의 첫사랑》 ... 차승현 역
- 2004년 MBC 수목드라마 《12월의 열대야》 ... 박정우 역
- 2005년 KBS2 월화드라마 《그녀가 돌아왔다》 ... 정민재 역
- 2007년 tvN 특별기획 HD드라마 《인어이야기》 ... 이민석 역
- 2007년 MBC 월화드라마 《신 현모양처》 ... 박석두 역
- 2007년 MBC 특집드라마 《그라운드 제로》 ... 이주현 역
- 2007년 SBS 금요드라마 《날아오르다》 ... 제임스 오닐 역
- 2008년 MBC 아침드라마 《흔들리지마》 ... 한강필 역

### 영화
- 2002년 《연애소설》 ... 석진 역
- 2003년 《봄날의 곰을 좋아하세요?》 ... 이동하 역
- 2007년 《궁녀》 ... 이형익 역
- 2007년 《판타스틱 자살소동》 ... 경찰 역
- 2013년 《뒷담화: 감독이 미쳤어요》 ... 본인 역

### 뮤직비디오
- 1998년 토이 - 여전히 아름다운지
- 1999년 윤종신 - 배웅
- 1999년 K2 - 그녀의 연인에게 (#Story I)
- 1999년 권진원 - Happy Birthday To You
- 2001년 권진원 - 노란 풍선
- 2001년 조규만 - 보고 싶어요
- 2002년 제이워크 - Suddenly
- 2002년 왁스 - 부탁해요
- 2003년 차태현 - 별을 사랑한 어린왕자의 꿈
- 2004년 SG워너비 - Timeless
- 2005년 BIG4 - 바람과 함께 사라지다
- 2008년 씨야 - 미워요
- 2008년 알렌에스 - 독
- 2011년 미스에이 - Good-bye Baby
- 2013년 자우림 - 스물다섯, 스물하나

### 뮤지컬
- 2011년 《키사라기 미키짱》 ... 이에모토 역

### 광고
- 1999년 오리온 투유초콜릿 (이영진과 함께 출연)
- 1999년 밀리오레 (배두나와 함께 출연)
- 1999년 대상 산타페
- 2001년 SK텔레텍 SKY
- 2002년 배스킨라빈스
- 2003년 ~ 2004년 SK텔레콤 네이트 (이병헌과 함께 출연)
- 2003년 하이트맥주 하이트피쳐

## 모델
- 1996년 SFAA 장광효 패션쇼
- 1997년 캐주얼 브랜드 스톰

## 수상
- 2003년 SBS 연기대상 뉴스타상